# Eustachio Dentice
Eustachio Dentice (Pollena, 10 luglio 1766 – Manfredonia, 24 marzo 1830) è stato un arcivescovo cattolico italiano.

## Biografia
Era figlio di don Carlo, secondo duca di Accadia, e di sua moglie donna Marianna Caracciolo, dei principi di Pettoranello.
Apparteneva all'ordine dei chierici regolari teatini.
Fu arcivescovo metropolita di Manfredonia e amministratore apostolico perpetuo di Vieste dal 1818 alla morte.
Benedisse per la prima volta a Rodi Garganico la chiesa madre, ovvero il santuario di San Nicola di Mira.

## Genealogia episcopale
La genealogia episcopale è:
- Cardinale Scipione Rebiba
- Cardinale Giulio Antonio Santori
- Cardinale Girolamo Bernerio, O.P.
- Arcivescovo Galeazzo Sanvitale
- Cardinale Ludovico Ludovisi
- Cardinale Luigi Caetani
- Cardinale Ulderico Carpegna
- Cardinale Paluzzo Paluzzi Altieri degli Albertoni
- Papa Benedetto XIII
- Papa Benedetto XIV
- Papa Clemente XIII
- Cardinale Giovanni Carlo Boschi
- Cardinale Bartolomeo Pacca
- Arcivescovo Eustachio Dentice, C.R.